# Nervous (Gavin James)
Nervous is een nummer van de Ierse singer-songwriter Gavin James uit 2016. Het is de vijfde en laatste single van zijn debuutalbum Bitter Pill.
De originele versie van "Nervous" werd een (bescheiden) hit in Ierland, Frankrijk, Wallonië, Zweden en Noorwegen. In Nederland deed het origineel niets in de hitlijsten. Een remix van de Ierse dj Mark McCabe, getiteld "Nervous (The Ooh Song) (Mark McCabe Remix)", werd wel een grote hit in Nederland en haalde de 5e positie in de Nederlandse Top 40. In Vlaanderen, waar het origineel ook geen hitlijsten behaalde, haalde de remix de 4e positie in de Tipparade.